# اوری‌سنت‌پتر
اوری‌سِنت‌پِتِر (به مجاری: Őriszentpéter) یک منطقهٔ مسکونی در مجارستان است که در ناحیه کورمند واقع شده‌است. اوری‌سنت‌پتر ۳۳٫۵۶ کیلومتر مربع مساحت و ۱٬۲۸۳ نفر جمعیت دارد.